# Прапор Добропільського району
Пра́пор Добропі́льського райо́ну — офіційний символ Добропільського району Донецької області, затверджений 27 грудня 2000 року рішенням № 3/12-23 сесії Добропільської районної ради.

## Опис
Прапор являє собою прямокутне полотнище, що має співвідношення сторін 2:3 та складається з п'яти горизонтальних смуг зеленого, жовтого, чорного, жовтого та блакитного кольорів зі співвідношенням 32:1:14:1:32. У центрі чорної смуги розташовано два жовтих молота, покладених косим хрестом, а з боків знаходиться по три жовтих колоса, верхівки яких направлені до центру смуги.